# Jair Oliveira
Jair Mello Rodrigues de Oliveira (São Paulo, 17 de março de 1975), outrora Jairzinho, é um cantor, compositor e produtor musical brasileiro e filho do também cantor Jair Rodrigues (1939-2014) e irmão da cantora Luciana Mello. É casado com a atriz Tania Khalill.

## Carreira
Quando criança, fez parte da turma do Balão Mágico que tinha programa na Rede Globo de Televisão e, durante a década de 1980, obteve grande sucesso entre o público infantil.
Após o fim do Balão Mágico, fez carreira ao lado de Simony com relativo sucesso, mas após um tempo abandonou a carreira e dedicou-se aos estúdios de música nos EUA.
Ao lado da irmã e de outros músicos, filhos de famosos: João Marcelo Bôscoli, Pedro Mariano, Max de Castro, Wilson Simoninha e Daniel Carlomagno, lança trabalho inovador, registrado pela gravadora Trama e inicia sua nova fase pela música popular brasileira.
Em sua carreira solo, Jair Oliveira marca sua estreia, ainda como Jairzinho Oliveira, em Dis'ritmia. Na sequência, o músico, produtor e cantor se registra artisticamente como Jair Oliveira e lança Outro. Seu terceiro trabalho solo, também pela gravadora Trama é dividido em duas partes, os CDs 3.1 e 3.2. Este último lançado para ser baixado gratuitamente pela Internet.
Lança em 2006 seu CD Simples, independente, pelo selo S de Samba, do qual é um dos sócios.
Está no elenco do filme de Walter Lima Jr., Os Desafinados, como músico de uma banda.
É torcedor do São Paulo Futebol Clube.
Jair é descendente de japoneses.
Foi indicado ao Grammy Latino de Melhor Álbum Pop Contemporâneo em Língua Portuguesa de 2019 por seu álbum Selfie.

## Formação e escolaridade
Jairzinho sempre conciliou seus estudos com a carreira artística. Desde cedo despontou como um ótimo aluno no Colégio Rio Branco, onde se formou no ano de 1992, depois de ganhar por sete anos consecutivos o Prêmio Rotary, concedido aos melhores alunos por aproveitamento escolar exemplar.
Em 1993, foi aprovado no vestibular para o curso de jornalismo da Escola de Comunicação e Artes da USP, mas cursou apenas o primeiro semestre. Em agosto de 1997, concluiu seus estudos na Berklee College of Music (Boston, USA), onde foi diplomado na área de música, com especialização em Produção Musical / Engenharia de Som e Administração Musical (Music Business).

## Discografia e videografia
Álbuns de Estúdio
Pela Discos CBS.
- 1984 - A Turma do Balão Mágico - Se Enamora/ É Tão Lindo
- 1985 - A Turma do Balão Mágico - Barato Bom é da Barata
- 1987 - Jairzinho & Simony
- 1987 - Jairzinho y Simony (en español)
- 1989 - Jairzinho e a Patrulha do Barulho

Pela Som Livre.
- 1986 - A Turma do Balão Mágico - Roda Roda Pião

Pela Trama Discos.
- 2000 - Disritmia
- 2002 - Outro
- 2004 - 3.1
- 2004 - 3.2 (virtual)
- 2006 - Simples 5.000
- 2009 - CD/Livrinho - Grandes Pequeninos 5.000
- 2010 - O Samba me Cantou 10.000

Digital Video Discs.
- 2007 - Simples
- 2010 - O Samba me Cantou